# 美孚洋行旧址
29°43′31″N 115°58′26″E / 29.72528°N 115.97389°E
美孚洋行旧址位于中国江西省九江市浔阳区滨江路77号，1986年被列为九江市文物保护单位，1987年以“九江美孚公司旧址”之名被列为江西省文物保护单位，2006年被列为全国重点文物保护单位。
1910年美孚石油公司在九江英租界内龙开河口设立分公司（即美孚洋行），并在金鸡坡（今滨江路77号处）建油库、办公楼等设施。1915年英国亚细亚火油公司也进入九江，也在金鸡坡建油库、办公楼等设施。现在所见的美孚洋行旧址是两次建设的结果，南面三分之二为美孚公司于1910年建造，北面小部分为亚细亚公司于1918年建筑。整体建筑为三层砖混结构，面阔24.2米，进深14.6米，高10.2米，建筑面积816平方米。

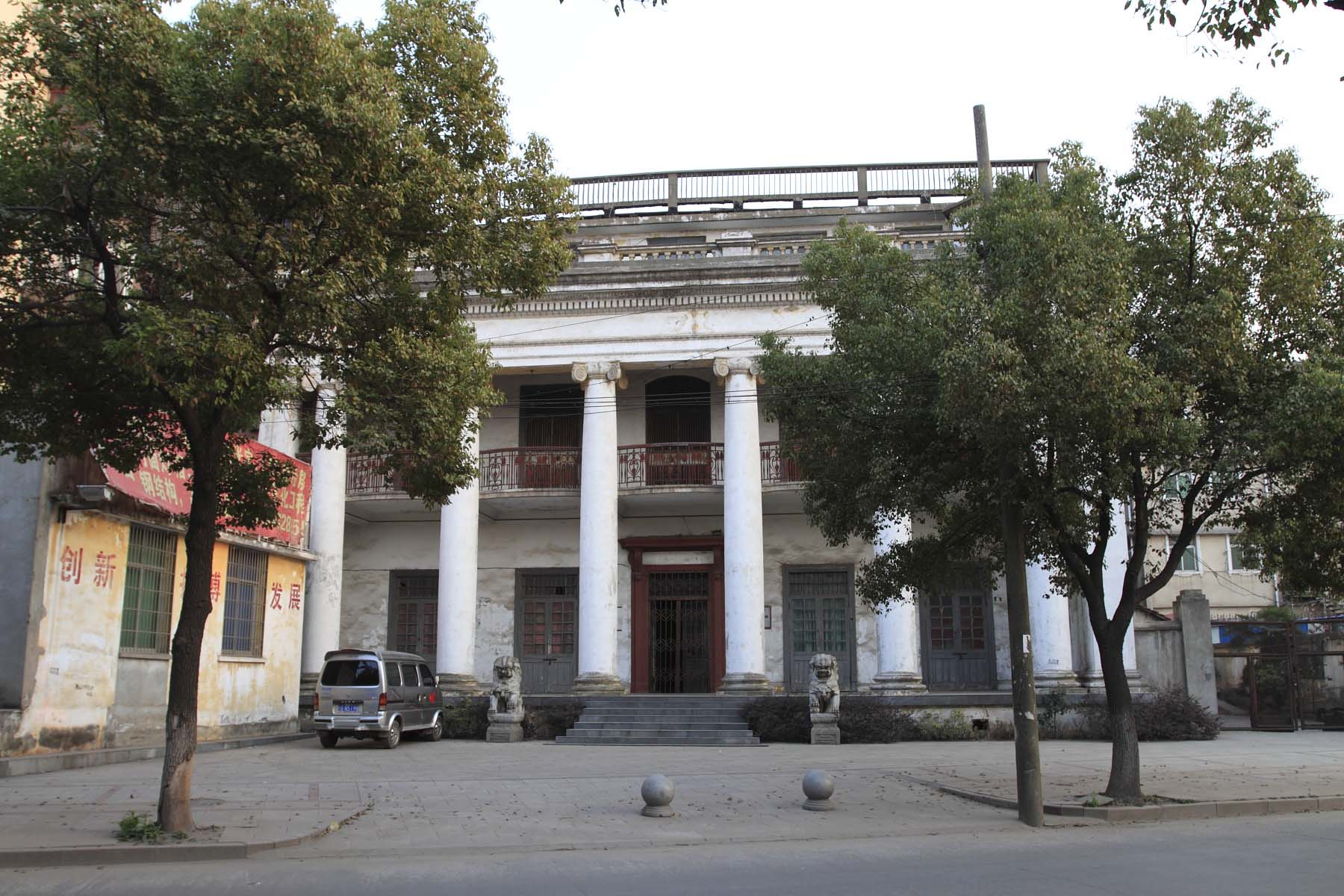
北面